# Ariel Davrieux
Ariel Davrieux es un economista, profesor y político uruguayo, perteneciente al Partido Colorado.

## Biografía
Graduado como contador público en la Universidad de la República. Actualmente profesor grado 5 del Departamento Economía en la Facultad de Ciencias Económicas y de Administración.
En 1985, durante la primera presidencia de Julio María Sanguinetti, ingresó como Director de la Oficina de Planeamiento y Presupuesto (OPP), permaneciendo en el cargo durante todo el mandato. En 1995, en la segunda presidencia de Sanguinetti, volvió a ocupar este puesto, continuando posteriormente en las mismas funciones durante la presidencia de Jorge Batlle y hasta el final del mandato.
En marzo de 2019, de cara a las internas de junio de 2019, Davrieux adhiere a la agrupación Batllistas, apoyando la precandidatura de Julio María Sanguinetti.